# Nämpnäs
Nämpnäs är en tätort i Närpes stad (kommun) i landskapet Österbotten i Finland. Vid tätortsavgränsningen den 31 december 2021 hade Nämpnäs 280 invånare och omfattade en landareal av 2,56 kvadratkilometer.